# Castillo de San Vicente de la Sonsierra
El castillo de San Vicente es una antigua construcción militar que se ubica en un cerro que domina el valle del Ebro, en la comarca riojana de La Sonsierra, en la Rioja Alta, en España. Se encuentra en la parte más elevada del núcleo urbano de San Vicente de la Sonsierra y forma parte de un complejo amurallado en el que se encuentran la llamada torre del reloj, la ermita de San Juan de Arriba y la iglesia parroquial de Santa María la Mayor.
Es un castillo fortaleza medieval militar construido en el siglo XII por el reino de Navarra para la defensa de su frontera sur con Castilla, en el valle del Ebro. Formaba parte de la línea defensiva de Laguardia a Labastida, siendo la mayor fortaleza de Navarra en el Ebro. Está realizado en sillería de piedra arenisca de recia factura y solidez, que unidas a su privilegiada ubicación dominando el valle del Ebro, debían de hacerlo inexpugnable. Frente a él, al otro lado del Ebro, se alza el castillo de Davalillo, que pertenecía al reino de Castilla.
El castillo de San Vicente está bajo la protección de la Declaración genérica del Decreto de 22 de abril de 1949, y la Ley 16/1985 sobre el Patrimonio Histórico Español.

## Descripción

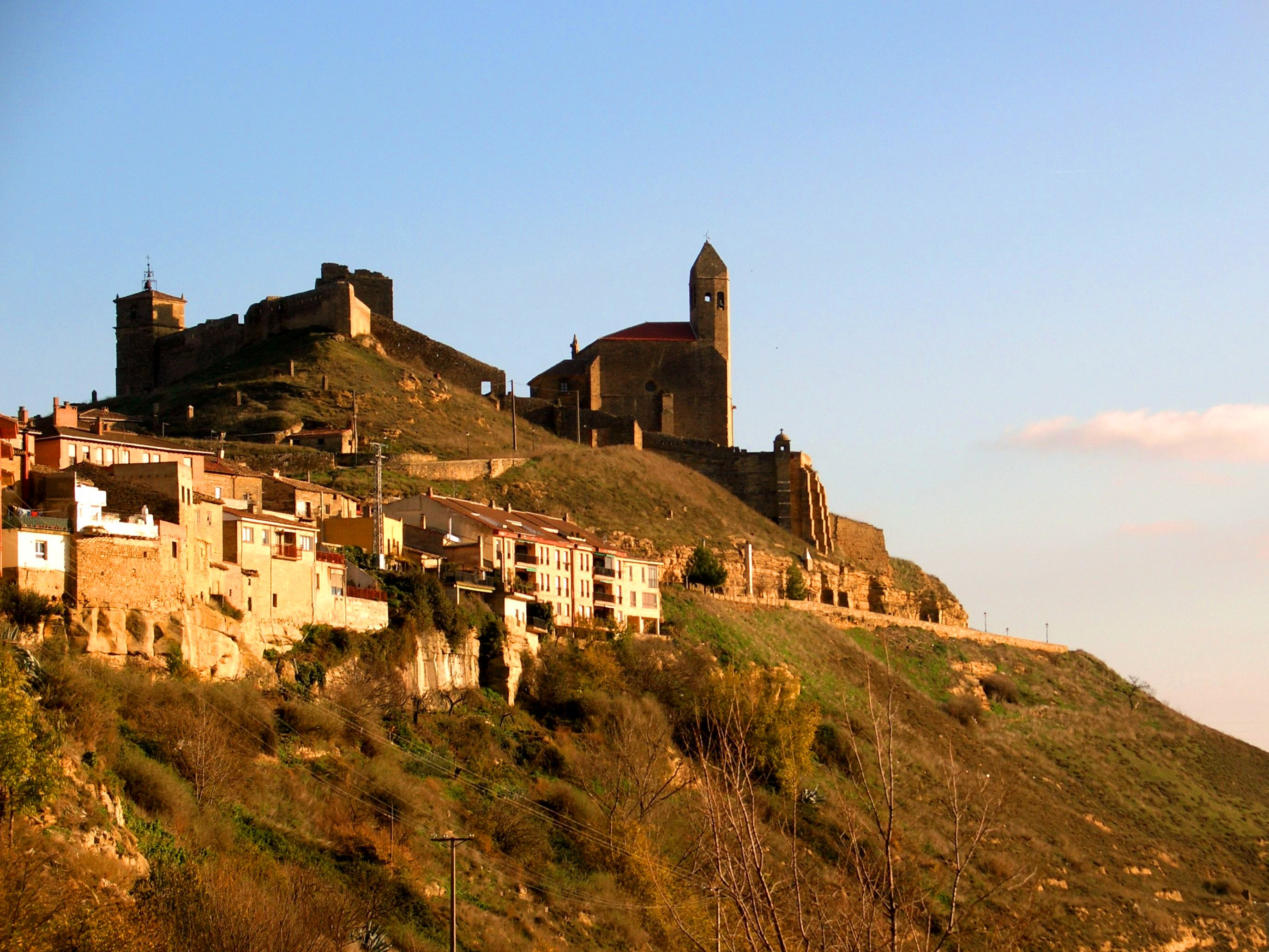
Vista general de la fortaleza.

El castillo de San Vicente es el típico castillo fortaleza roquero con una función claramente defensiva. Se sitúa en lo alto de un cerro de 528 metros de altitud al cual se adapta perfectamente mediante una planta semicircular y arriñonada. El conjunto está formado por tres cinturones de murallas que conforman tres recintos diferenciados; el albacar, el cortijo y el castillo en la cima. Toda la obra está realizada en piedra caliza con diferentes tipos constructivos, entre los que destacan la sillería y mampostería, aunque también hay paños en morrillo.
Es una fortaleza cristiana medieval que se comenzó a construir a finales del siglo XII como bastión defensivo en la línea fronteriza entre los reinos de Navarra y Castilla. Con el paso del tiempo se fue adaptando a las diferentes necesidades históricas y al hecho particular de haber sido lugar de residencia de la población civil de la villa de San Vicente de la Sonsierra. Una vez abandonado su uso militar, se destinaron sus instalaciones y terrenos a otras funciones acordes al uso civil y religioso de la comunidad.
El conjunto posee tres líneas de murallas que conforman diferentes espacios que se fueron formando en diferentes periodos constructivos. Tiene cuatro accesos: al sur se sitúa la puerta de la Primicia o de Navarra, al norte la puerta de Salas (desaparecida, aunque se conservan restos) y dos por el oeste, uno que da paso a la iglesia y otro al antiguo cementerio.

### Recinto amurallado
En el recinto amurallado se ubican, junto a los elementos militares, la iglesia parroquial de Santa María La Mayor, una edificación de estilo gótico tardío construida en el siglo XVI en el patio de armas de la fortaleza y que es Monumento Nacional desde 1933, que completa sus entorno con unas construcciones semejantes a las garitas de vigilancia militares llamadas "conjuratorios", abiertas a los cuatro vientos destinadas a realizar rogativas para pedir protección frente a las tormentas. Estas construcciones datan de finales del siglo XVII como los muros y contrafuertes de la plaza donde se ubica la iglesia. Está documentada en 1693 la ejecución de las puertas y ventanas de los nuevos conjuratorios y en 1973 se reconstruyó el conjuratorio más oriental.
Junto a la iglesia se encuentra la ermita de San Juan de Arriba o San Juan de la cerca, sede de la cofradía de la Santa Vera Cruz de los Disciplinante, única cofradía disciplinante existente en Europa que realiza el acto de lo "picaos" en Semana Santa, su existencia se remonta al menos al año 1551. Es una construcción gótica primitiva construida en 1385 para el alcaide del castillo y gobernador de la villa Diego López de Ábalos. Se estima que debió de ser la capilla del castillo que paso a realizar funciones de parroquia para los habitantes del recinto hasta el siglo XVI que se construyó la de Santa María La Mayor. La construcción es de una sola nave cubierta con bóveda de cañón apuntando, con arco triunfal apuntado sobre pilastras y rematada con una cabecera rectangular con bóvedas de crucería. Los contrafuertes exteriores corresponden a las pilastras en las que se apoya el arco triunfal. En los muros hay cinco arcosolios. El tejado de doble vertiente se apoya en modillones lisos y la portada se abre, apuntalada, en el muro sur.

### Recinto superior

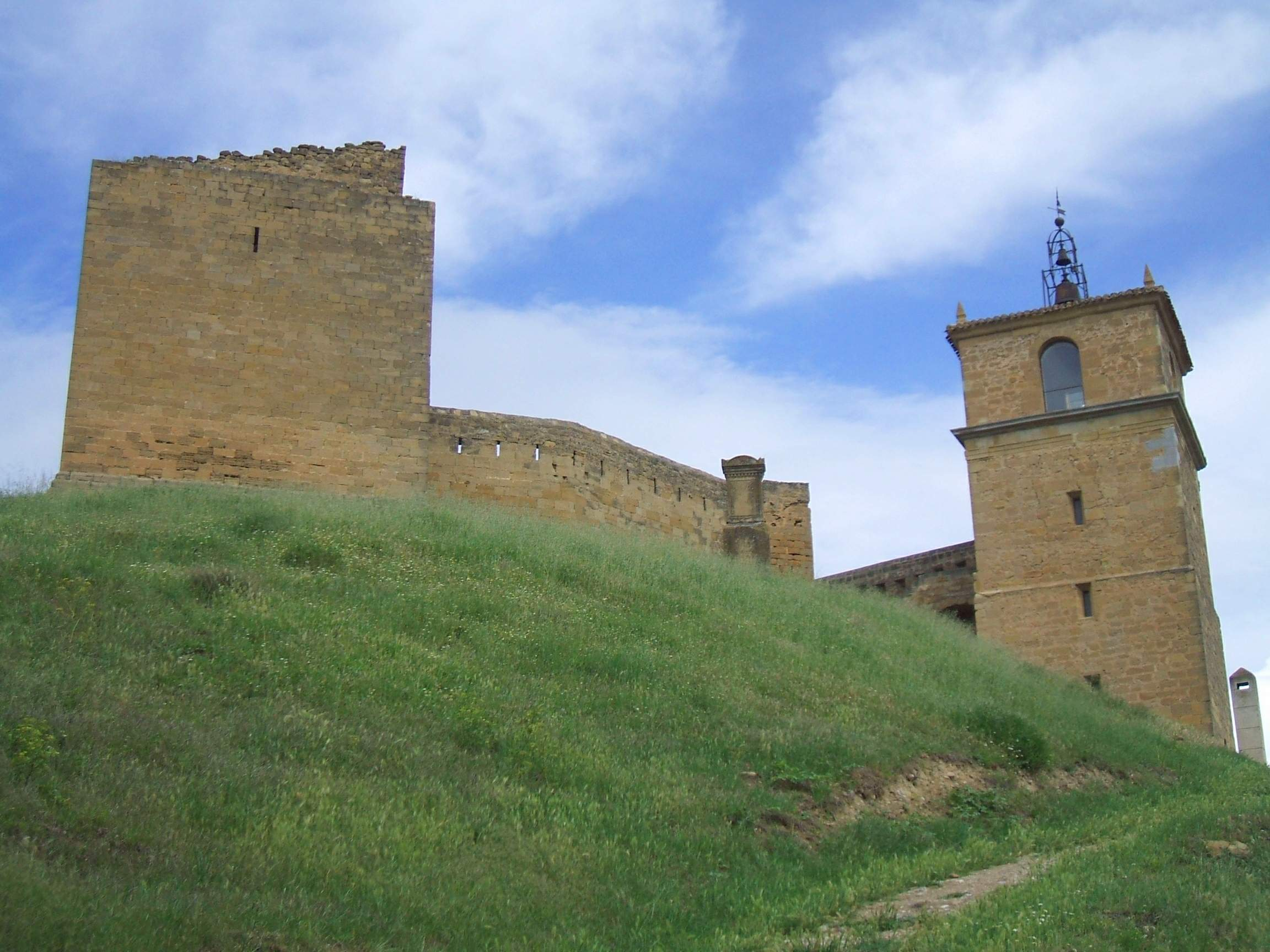
Torre Mayor y torre del reloj.

Sobre la cumbre del cerro se levanta la Torre Mayor, la torre del homenaje, que fue en su origen una torre vigía, que fue el origen del conjunto realizado en el año 1170. De planta rectangular tenía al menos tres plantas realizadas en forjado de madera que se asentaba en sendos retallos o retranqueos realizados en los muros de sillería macizada con morrillo. En la reconstrucción realizada en el XIX se le dotó de una nueva cubierta, nuevos forjados y de una escalera de madera interior situada en el rincón nororiental. La piedra de la parte baja esta enrojecida por algún incendio. Conserva el acceso original a nivel medio de la torre y las aspilleras, el acceso actual no es de origen por lo que ha tenido que ser reforzado en su restauración.
A comienzos del siglo XIII, el entorno de la torre se amplió con una cinturón amurallado que cierra una planta triangular que deja a la torre en el vértice meridional, a este espacio se le ha denominado "recinto superior". En el siglo XIX, adecuación realizada para su adecuación a las técnicas militares de aquella época al tener de nuevo el recinto funcionalidad militar activa, se construyeron muros con torretas delimitando el recinto, y se hizo una nueva cubierta a la Torre Mayor dándole el aspecto que mantiene en la actualidad. Los terraplenes y suelos que actuales datan de la intervención realizada en el siglo XIX, destacando el baluarte construido entonces. Quedan algunos restos, algunas lápidas embutidas en la murallas y una inscripción en el dintel de la puerta occidental que reza "Reynando Fernando VII 1814", que atestiguan el uso como cementerio del recinto. El resto de los pavimentos, realizados en cantos rodados y mortero de cal y tierra apisonada, son etapa bajomedieval, de los siglos XIV y XV. Se pueden ver cinco enterramientos dentro de fosas excavadas en la grava anteriores al establecimiento del castillo.
Bajo el patio se ubica un aljibe, conocido popularmente como "Cuarto de los moros", es una habitación de 10,21 m de longitud, 2,80 m de anchura y 3,35 m de altura cerrada en bóveda de cañón realizada íntegramente en sillería de piedra caliza. Se accede desde el patio superior y a su lado hay una estructura en forma de pozo de planta octogonal con una profundidad de 6,75 metros, aunque se estima que será más profundo, que se desconoce su función (las leyendas dicen que podría ser uno de los túneles que comunicaban la fortaleza con la orilla del río Ebro, probablemente sería un pozo de agua para garantizar el suministro encaso de sequía). El aljibe está documentado ene el siglo XIV y recogía el agua de la lluvia. En el siglo XIX se dividió la estancia en dos, estimándose que se usaría como calabozo o almacén.
El recinto superior se rodea de una muralla que forma una configuración es trapezoidal irregular. Entre el recinto superior y la explanada donde se sitúan la iglesia de Santa María la Mayor y la ermita de San Juan se halla, al este, la llamada "Torre del reloj". La construcción actual data del siglo XVII y fue realizada sobre una torre anterior. Torre albarrana de planta cuadrada, exenta de la muralla del castillo. En esta torre se ubicó un reloj público que le da nombre. Mantiene el mecanismo del reloj original y se ha ubicado en ella un museo de relojes de torre.

### Recinto fortificado por la muralla inferior
La muralla exterior, a cuya sombra se construyeron las casas de habitación, delimita un gran espacio de cortijo o albacara. Tiene un perímetro fortalecido con torres de flanqueo rectangulares de distintos tamaños por todos los lados a excepción de la parte noroccidental donde se encuentra la parte más pendiente de la montaña. El acceso se halla en la parte oriental y está flanqueado, a la derecha, por un torreón cuadrado macizado. Su construcción se realizó entre los siglos XIII y XIV.
Esta zona fue la utilizada para la construcción de viviendas de la población de la villa. Tras su declive a finales del siglo XIX y principios del XX, fue utilizada como escombrera. En la puesta en valor de monumento se han recuperado los restos de los asentamientos y facilitado la visita a los mismos. En esta misma zona se encuentra un yacimiento de restos prehistóricos de finales de la Edad del Bronce. 
La puerta principal, que se denomina de la Primicia o de Navarra fue reconstruida a finales del siglo XIX y restaurada entre los años 2008 y 2009. En la puesta en valor del monumento que se ejecutó entre los años 2014 y 2015 se añadieron elementos, barandillas de metal, paralela volada sobre la muralla y cierre en la puerta de Navarra, que permiten garantizar la seguridad de la zona y la divulgación de su función e historia.

## Historia

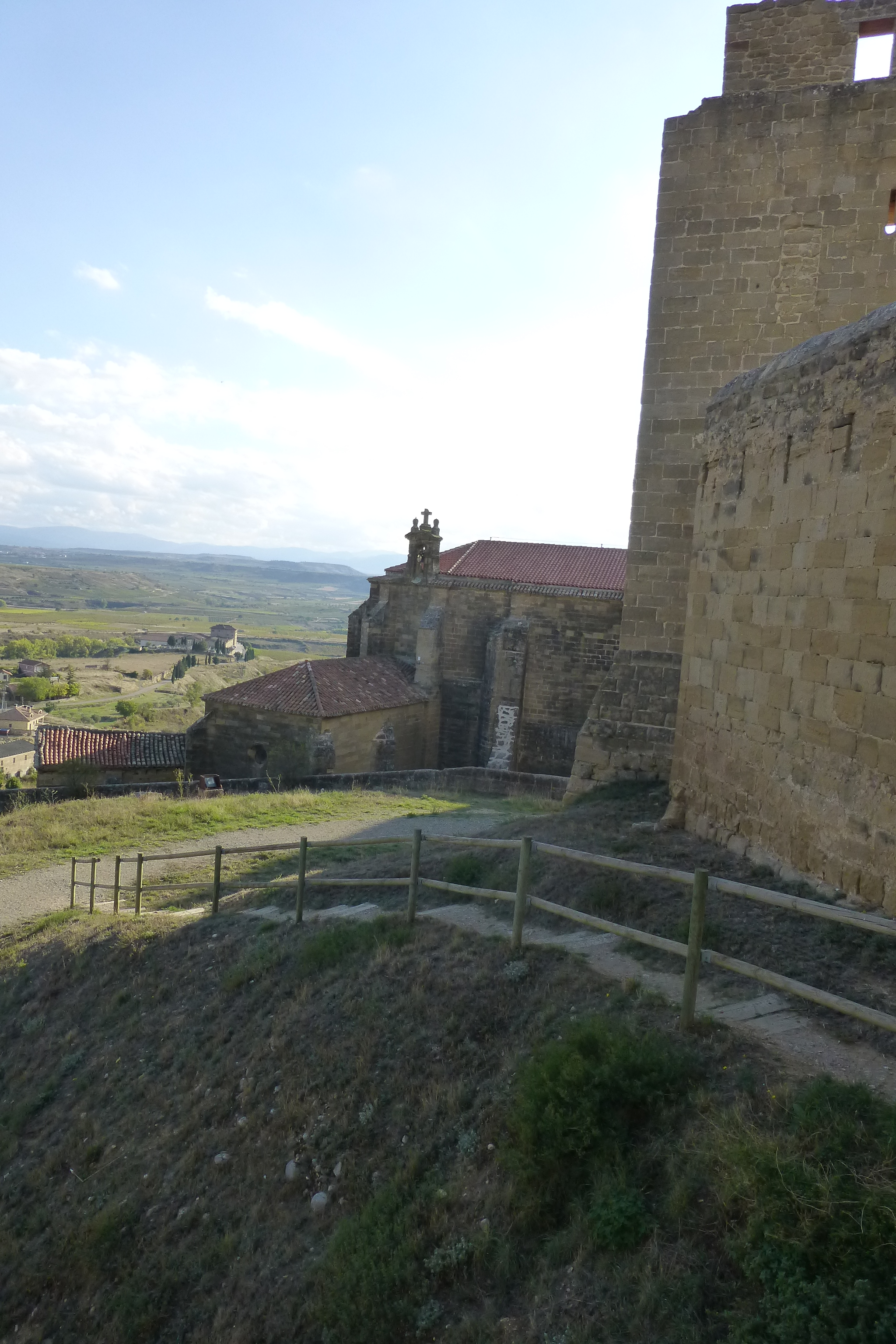
Torre Mayor, iglesia de santa María y ermita de San Juan.

En el año 1170 el rey de Navarra Sancho VI, el Sabio manda construir el castillo que forma parte del tramo entre Laguardia a Labastida de la frontera del reino de Navarra con el de Castilla. Realiza el encargo a Ferrant Moro que se hace cargo de la dirección de las obras y pasó a ser tenente de la misma. En 1172 Sancho el sabio otorgaría fuero a la villa de San Vicente de la Sonsierra, que se creaba a la sombra de la fortificación, convirtiéndola en villa realenga.
La edificación se realiza sobre el unos terrenos en los cuales se había habido un asentamiento prerromano, posiblemente de la primera Edad del Hierro.
En 1194 Sancho VII de Navarra, conocido como Sancho el Fuerte, hijo de Sancho el Sabio, manda ampliar la fortificación, construyéndose el recinto triangular superior con la torre del homenaje en uno de sus vértices. Situado frente al castillo castellano de Davalillo en una posición estratégica, la fortaleza de San Vicente se convierte en la mayor fortaleza navarra de la frontera del Ebro.
Tenedores del castillo de San Vicente en el siglo XIII
- Juan Pérez (1214).
- Roy Díaz de Oyon (1276).
- Alcaide Felipe de Rogemont (finales del siglo XIII).

Fue una fortaleza decisiva en las guerras entre Castilla y Navarra que se produjeron entre los siglos XIII y XV. En 1379 caería en manos castellanas volviendo al reino de Navarra en 1387. Finalmente, en el siglo XV, Enrique IV de Castilla lo toma y se lo cede a Pedro Girón, maestre de Calatrava, como recompensa por la ayuda prestada en la toma del mismo. El hijo de este, Juan Téllez de Girón Conde de Ureña, lo venderá en 1516 a la familia Velasco.
En 1367 Carlos II de Navarra autoriza la venta de solares en el interior del recinto amurallado, propiciando el establecimiento de viviendas en el mismo, uso que se ha mantenido hasta la actualidad, aún con cierto proceso de abandono a partir del siglo XIX.
Al incorporarse el reino de Navarra a Castilla en 1512, la fortaleza pierde su servicio militar y pasa a ser un recinto de convivencia civil. En esa época se construye en el patio de armas la iglesia parroquial de Santa María la Mayor y la ermita de San Juan de Arriba.
En el siglo XVII se modifica la torre exenta para ubicar en ella un reloj público. Esta torre pasa a conocerse como torre del Reloj.
En el XVIII se hacen modificaciones en el muro exterior y se convierte, en 1814, el recinto superior y la torre del homenaje en cementerio. Mantendría esta función hasta el año 1890. 
Con motivo de la primera guerra carlista, entre 1833 y 1840, el castillo vuelve a tener relevancia militar y se realizan en él adecuaciones importantes. Se construye un baluarte para el emplazamiento de piezas de artillería sobre la puerta de Salas, hoy desaparecida, se levantan nuevos muros con troneras, se reforma la puerta de acceso y una nueva estructura sobre la torre del homenaje. En uso militar se mantuvo también en la última guerra carlista entre los años 1872 y 1876.
En 1897 se desploman parte de las murallas, incluyendo la puerta de la Primicia o de Navarra, y varias viviendas adosadas a la muralla. En 1898 se reconstruye la puerta sin atender a su factura ni orientación original (la original estaba en ángulo respecto al camino de acceso), junto a esta redificación se recalzan las zonas que presentan peligro de derrumbes, esta actuación la encarga Comisión Provincial al arquitecto Francisco de Luis y Tomás. Desde esa época la zona va en progresivo declive, se convierte en escombrera y cantera, reutilizando las piedras para nuevas construcciones. El 1935 se demuele la puerta de Salas.
A finales del siglo XX, en el año 1982, se realizan obras de consolidación de la estructura de la torre del homenaje, llamada "Torre Mayor" que corren de la mano del arquitecto Manuel Manzano Monis y al año siguiente, en 1983, la Consejería de Cultura del Gobierno de La Rioja encarga nuevas intervenciones conservacionistas a M. Manzano. Entre los años 1989 y 1990 se realiza una nueva intervención que dirige el arquitecto Julio Sabrás Farias.
A comienzos del siglo XXI se inicia un proceso integral de recuperación y puesta en valor de toda la zona fortificada. En octubre de 2004 se realiza el Plan Director para la Restauración del Recinto Fortificado de San Vicente de la Sonsierra, un proyecto multidisciplinar que cubre las áreas de estudio y actuación arqueológicas, arquitectónicas, medioambientales, paisajísticas y turísticas. Realizándose los mismos de esa fecha en adelante, en ellas han colaborado el arquitecto Jesús Ramos y el arqueólogo Pedro Álvarez Clavijo . 
En el año 2014 esta actuación recibió la medalla de plata de la Asociación de Amigos de los Castillos de España, reconociendo y premiando así dicha recuperación y puesta en valor del patrimonio.

## Recuperación y puesta en valor
A finales del siglo XIX se abre un periodo de declive en el uso de los espacios del recinto amurallado del castillo fortaleza de San Vicente. Solamente se mantuvo en uso la iglesia parroquial y la ermita de San Juan quedando el resto totalmente abandonado, sirviendo escombrera y de cantera. El monumento sufrió un importante deterioro que no se frenó ni cuando fue declarado Monumento Nacional a por la Declaración genérica del Decreto de 22 de abril de 1949.
A finales del siglo XX se realizan algunas intervenciones tendentes a salvar de puro derrumbe algunas zonas del conjunto. En los primeros años del siglo XXI se toma conciencia de la importancia del patrimonio general que tiene la villa de San Vicente y se comienza una puesta en valor del mismo, en especial del recinto amurallado y de los diferentes monumentos que en él se hallan. Entre los años 2004 y 2005 se realiza el "Plan Director" que es aprobado por el Ministerio de Fomento. Basándose en las directrices marcadas por el Plan se han realizado cinco fases de actuación que se han centrado en las muralla, la Torre Mayor y su espacio circundante, la Torre del Reloj y los templos existentes en la zona. Las actuaciones realizas fueron reconocidas por la [[Asociación de Amigos de los
Castillos de España]] que otorgaron al ayuntamiento de San Vicente de la Sonsierra su Medalla de Plata del año 2014 (galardón que premia a los mejores trabajos y proyectos desarrollados en las fortalezas de España). Los recursos económicos necesarios han sido conseguidos mediante la intervención de las diferentes administraciones y entidades privadas y públicas y fondos LEADER.
El Plan Director fue redactado por encargo del Ministerio de Fomento a la Fundación LABEIN Tecnalia. Se redactó en octubre de 2004 y engloba un proyecto multidisciplinar en el cual se realzó una recopilación de documentación histórica existente sobre el monumento e iniciaron estudios arqueológicos, arquitectónicos, medioambientales, paisajísticos, turísticos, legislativos y de otras disciplinas relacionadas con la puesta en valor del conjunto monumental. Indica los pasos a seguir en todas las actuaciones que se realicen teniendo como objetivo la consolidación de lo existente sin recurrir a reconstrucciones, poniendo siempre de manifiesto las actuaciones
realizadas.

### Intervenciones en el castillo, murallas, torres y recinto superior

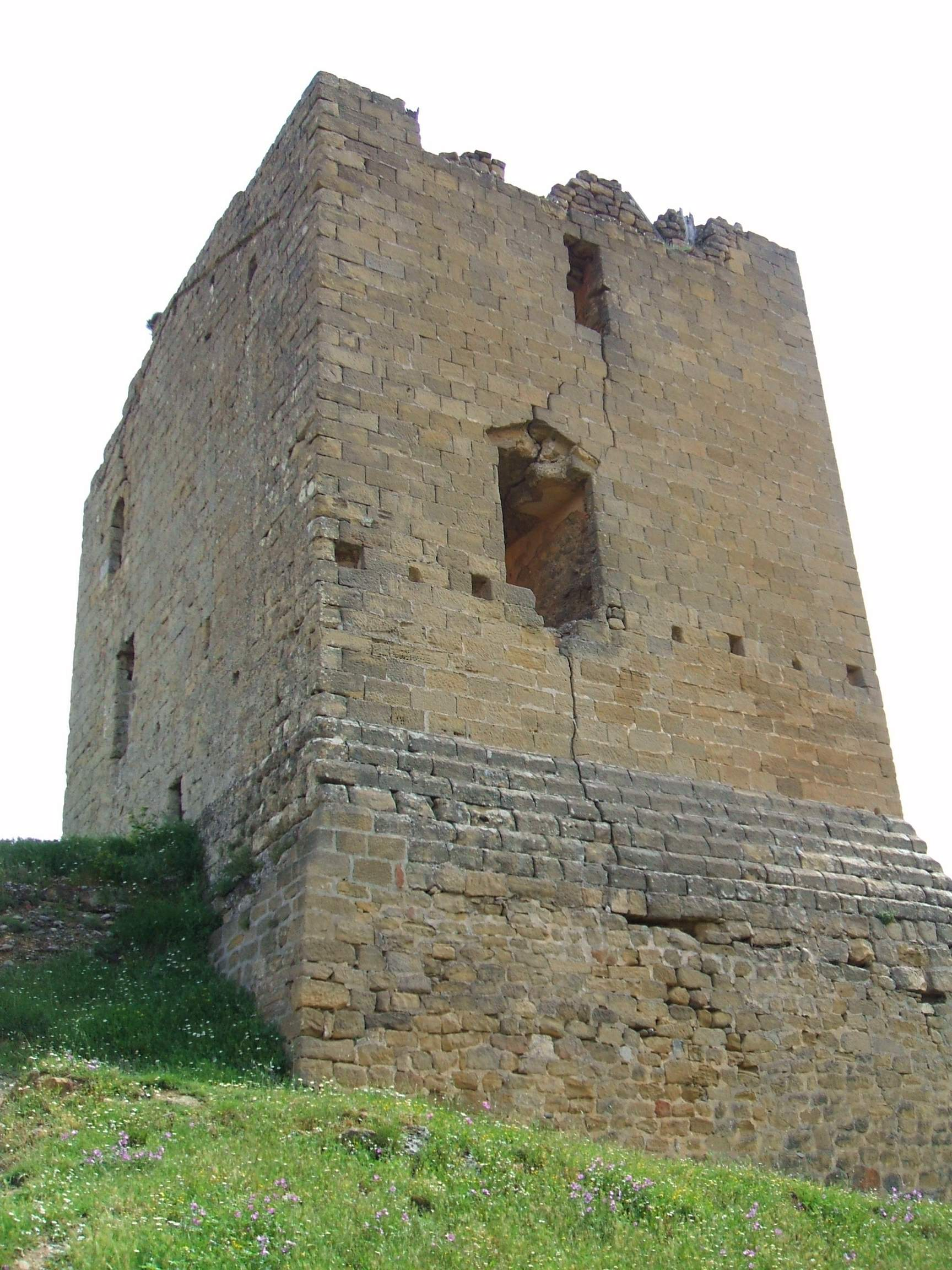
Torre Mayor antes de su restauración.

#### Restauración de la puerta occidental del recinto amurallado
La redacción del proyecto se llevó a cabo en julio de 2009 y se realizó entre agosto y noviembre de ese mismo año. Se trata de la recuperación de la puerta que da acceso desde la población a la iglesia parroquial. Esta puerta, situada en el lado noroeste de recinto fue añadida con posterioridad a la construcción de la muralla. 
La intervención se realizó sobre el dintel de madera el cual se sustituyó en su integridad en tres fases, primero al parte este, luego la oeste y finalmente la central. Luego, se instaló la nueva puerta.

#### Restauración del tramo sur de las muralla inferior
La actuación sobre las murallas inferiores y la Torre Mayor fue de las más importantes que se realizaron. El proyecto, con un presupuesto de 1.006.613,45 € fue redactado por la Fundación Labein Tecnalia en diciembre de 2006 y en su financiación participaron el Ministerio de Fomento, el gobierno de La Rioja y el Ayuntamiento de San Vicente de la Sonsierra que fue el promotor del mismo. Las obras se adjudicaron en abril de 2008 y finalizaron en marzo de 2010. La dirección de la obra corrió de la mano del arquitecto técnico Fernando Martínez Romero mientras que la redacción y dirección del proyecto fue del arquitecto Jesús Ramos Martínez y la prospección y estudios arqueológicos se encargó el arqueólogo Pedro Álvarez Clavijo.
El estado de conservación de la muralla inferior en su tramo sur era pésimo. Se había perdido incluso la traza en algunos tramos y toda su coronación y amenazando derrumbe en algunos puntos. Se procedió a la eliminación de los rellenos que se habían acumulado en el intradós y la reparación del paramento interior. Se eliminaron rellenos hasta una altura de unos 3,50 metros, aunque en algunos puntos se alanzaron los 7 metros excavación.
La excavación sacó a la luz muros perpendiculares al de la muralla y dos calados en el sustrato rocoso, uno de ellos muy amplio, todo ello vestigios de la ocupación civil de la fortaleza. La muralla está realizada en aparejo de muy alta calidad con tizones en la hoja exterior de más de 70 cm.

#### Restauración de la muralla inferior
El proyecto de esta intervención fue redactado en diciembre de 2006 por la Fundación LABEIN Tecnalia y contó con el apoyo de las administraciones públicas ((gobierno de España, de La Rioja y el ayuntamiento). La obra se realizó entre octubre de 2009 de diciembre de 2010.
Como en la parte sur se libró el intradós de los rellenos que se habían acumulado con el tiempo apareciendo una estructura de muros correspondientes a la ocupación civil del recinto. Algunos de estos muro también apoyaban sobre rellenos anteriores. Se llegó a excavar hasta 6,50 metros debajo del nivel inicial. Se ha procurado librar el muro de los empujes de los rellenos pero librando el camino de acceso al recinto y que da paso a un depósito de agua a la iglesia y al resto del conjunto monumental. Los muros se estabilizaron una estructura de madera laminada que se puede retira para posteriores estudios. 
En esta parte de la muralla ha sufrido muchas alteraciones a lo largo del tiempo. En él se encontró la única aspillera que hay en toda la muralla. El exterior, que estaba en muy mal estado, se estabilizó y se reforzaron algunos calados existentes.

#### Intervención en la torre del Reloj
El estado general de la torre del Reloj y en especial el estado de la maquinaria y su fijación hizo que se planteara en realizar una intervención urgente para evitar la pérdida de este patrimonio. El proyecto fue redactado en marzo de 2004 y ejecutado entre septiembre de ese año y septiembre de 2005.
Aunque los muros de sillería del edificio estaban en buenas condiciones, la cubierta y los forjados de madera estaban muy deteriorados, poniendo incluso en peligro la estabilidad e integridad de la maquinaria de relojería. Se repuso la cubierta, se sanearon los muros cambiando algunas piezas de sillería, se repuso de nuevo cuño toda la estructura y carpintería interior de madera, se hizo una carpintería exterior metálica muy ligera y se restauró íntegramente la maquinaría del reloj volviéndola a situar en su sitio original. En la planta baja se hizo un nuevo piso nivelando el terreno con graba y cubriéndolo de tarima flotante registrable que permitan nuevas intervenciones arqueológicas en el lugar.
Se le dio una nueva finalidad al edificio instalando en él un museo de relojes de torre.

#### Restauración de la torre Mayor
La actuación sobre la Torre Mayor y las murallas inferiores fue de las más importantes que se realizaron. El proyecto, con un presupuesto de 1.006.613,45 € fue redactado por la Fundación Labein Tecnalia en diciembre de 2006 y en su financiación participaron el Ministerio de Fomento, el gobierno de La Rioja y el Ayuntamiento de San Vicente de la Sonsierra, que fue el promotor del mismo. Las obras se adjudicaron en abril de 2008 y finalizaron en marzo de 2010. La dirección de la obra corrió de la mano del arquitecto técnico Fernando Martínez Romero mientras que la redacción y dirección del proyecto fue del arquitecto Jesús Ramos Martínez y la prospección y estudios arqueológicos se encargó el arqueólogo Pedro Álvarez Clavijo.
La torre del homenaje, llamada Torre Mayor, presentaba una necesidad urgente de intervención. El peligro de derrumbe se había mitigado gracias a las intervenciones realizadas en los años 80 del siglo XX, pero aun así, la apertura de huecos en sus muros ponía en peligro su integridad. Realizada en sillería de arenisca de muy buena calidad mantenía sus muros pero todo el interior de madera había desaparecido. En el siglo XIX habían construido sobre la misma una cubierta que apoyaba sobre las paredes.
Se decidió cerrar los huecos que no eran originales, dejando únicamente el acceso, que está situado a media altura de la torre, las aspilleras originales y un hueco abierto a modo de acceso a nivel del suelo el cual hubo que reforzar al no tener dintel. Los huecos se cerraron con fábrica de mampostería vista ligeramente rehundida respecto de la de sillería original.

#### Actuaciones en el recinto superior y en el tramo norte de la muralla del recinto fortificado
El proyecto se redactó en marzo de 2011 y se ejecutó entre febrero y agosto de 2012. Se planteó la intervención en tres puntos diferentes del complejo monumental, el espacio superior, el tramo norte de la muralla y el suroeste.
En el espacio superior se eliminaron los rellenos descubriéndose el trazado medieval del recinto y restos de las diferentes ocupaciones del mismo como silos, enterramientos, pavimentaciones... También a la adecuación y recuperación de la cisterna subterránea y su acceso, así como la excavación de un pozo hallado en el lugar.
En el tramo norte de la muralla se procedió a estabilizar el mismo y garantizar la seguridad. Se actuó sobre el baluarte del siglo XIX reconstruyendo las troneras según documentación gráfica existente y asegurando con ello la seguridad de los visitantes. Se usa mampostería para la recuperación de lo existente y con mortero de cal lo dudoso e imprescindible estructuralmente.
Sobre el muro suroeste se actúa calzando el extremo sur evitando su derrumbe sobre el paseo de la Barbacana.

#### Restauración del tramo sur de la muralla inferior y actuaciones en la Torre Mayor
En mayo del año 2016 se realizan actuaciones de recuperación del paño este de la muralla inferior del recinto situado entre la puerta de la Primicia y el tramo anteriormente recuperado, una longitud de unos 45,50 metros y en una superficie de 1.050 m², realizando la liberación de la muralla de los sedimentos que la ocultan, tanto por su parte externa como en el intradós.
En la Torre mayor se construye un acceso interior hasta su azotea la cual se acondiciona como terraza mirador. La torre cuenta con una superficie de ocupación de 86,25 m².

#### Recuperación del tramo este de la muralla inferior y de la puerta de la Prismicia
En noviembre de 2012 se realiza el proyecto que es redactado por el arquitecto Jesús Ramos Martínez. la obra se ejecuta entre junio de 2013 y marzo de 2014 siendo Ramos Martínez su responsable, el arquitecto técnico Fernando Martínez Romeroy el director de obra y Pedro Álvarez Clavijo el arqueólogo.
Se realizó una intervención para la utilización pública del espacio asegurando la integridad de los viandantes mediante sendas barandillas. En la zona ensanchada se instaló mobiliario urbano y una pararla que vuela sobre la muralla permitiendo al visitante la integración con el paisaje, al visión de la excavación y la experimentación de la vista desde la muralla realizando la recuperación de la relación monumento-territorio. esta pasarela es removible para poder retirarla en caso de continuar los estudios arqueológicos de la zona.
En la puerta de la Primicia o de Navarra se evidenció la traza de la antigua puerta medieval, la actual es de finales del siglo XIX, recuperándose los restos de la estructura y la evidenciando su antigua ubicación perpendicular a la muralla. Se dotó a este paso de un cierre para la regulación del acceso al recinto monumental. Se consolidaron los muros que habían perdido parte de su sillería.
Se realizaron excavaciones arqueológicas que dieron como resultado la detección del cubo hueco que flanqueaba la puerta, diferente del resto de los existentes en el muro, y que por sus características parece destinado a alojar algún mecanismo de apertura y cierre de la puerta.

### Intervenciones en los accesos

#### Pavimentación del acceso a la iglesia de Santa María la Mayor
La primera intervención dentro de la puesta en valor del recinto amurallado de San Vicente de la Sonsierra fue realizada en el año 2004 sobre un proyecto redactado en el 2001. Promovida por el ayuntamiento y financiada por el Ministerio de Agricultura, Pesca y Alimentación.
Se realizó la pavimentación del acceso al recinto amurallado desde la calle Fortaleza. Una superficie de 590 m² que se cubrió con un solado de canto rodado del 4 cm recibido con mortero de arena de río y cemento.

#### Restauración de la subida de los disciplinantes de la cofradía de la Vera Cruz
Proyecto redactado en diciembre de 2006 y ejecutado entre esa fecha y octubre de año siguiente. Se desmontó el pavimento original, realizado en canto rodado, que estaba muy deteriorado para reutilizarlo en una nueva pavimentación sobre una superficie de 455 m². Se completó la obra con público similar al existente.

#### Restauración del recorrido de las procesiones de los disciplinantes
La restauración del pavimento del recorrido de las procesiones que realizan los miembros de la Cofradía de la Vera cruz de los disciplinantes se realizó en dos fases. La primera de ellas, con proyecto redactado en julio de 2008 y ejecutada entre noviembre de ese año y agoste del siguiente, ocupó el espacio aterrazado que se halla al este del recinto, al lado de la iglesia parroquial que ocupa una superficie de 327 m².
Se realizó un pavimento de cantos rodados, similar al existente, asentado sobre una solera y dotando a toda la zona de un drenaje perimetral que protegiera de filtraciones a los cimientos de los monumentos. El pavimento de cantos rodados está organizado en calles paralelas que la llegar a la plaza en la que se abre el acceso principal de la iglesia se muestra más ornamentado.
La segunda fase se redactó en abril del año 2010 y se ejecutó entre octubre y diciembre de ses mismo año. Se realizó de una forma similar al de la fase anterior sobre una superficie de 243 m² en la zona aterrazada más próxima a la entrada principal de la iglesia. En esta área se recuperó el empedrado existente levantando los cantos flojos y sueltos fijándolos con mortero de cal rehaciendo los ornamentos existentes.

#### Recuperación del mirador sobre el Ebro
En septiembre de 2011 se redacta el proyecto de actuación y las obras se realizan entre abril y agosto de 2012. Se actuó en el lado oeste del cerro que se abre al trazado del río Ebro. Se actuó sobre una superficie de 443 m² pavimentando todo el trazado con una tratamiento similar al resto de las pavimentaciones realizadas en el conjunto monumental realizando, al mismo tiempo, la infraestructura para la recolección del agua pluvial y las instalaciones de alumbrado y electricidad, con colocación de mobiliario urbano y jardinería.

### Intervenciones en los templos

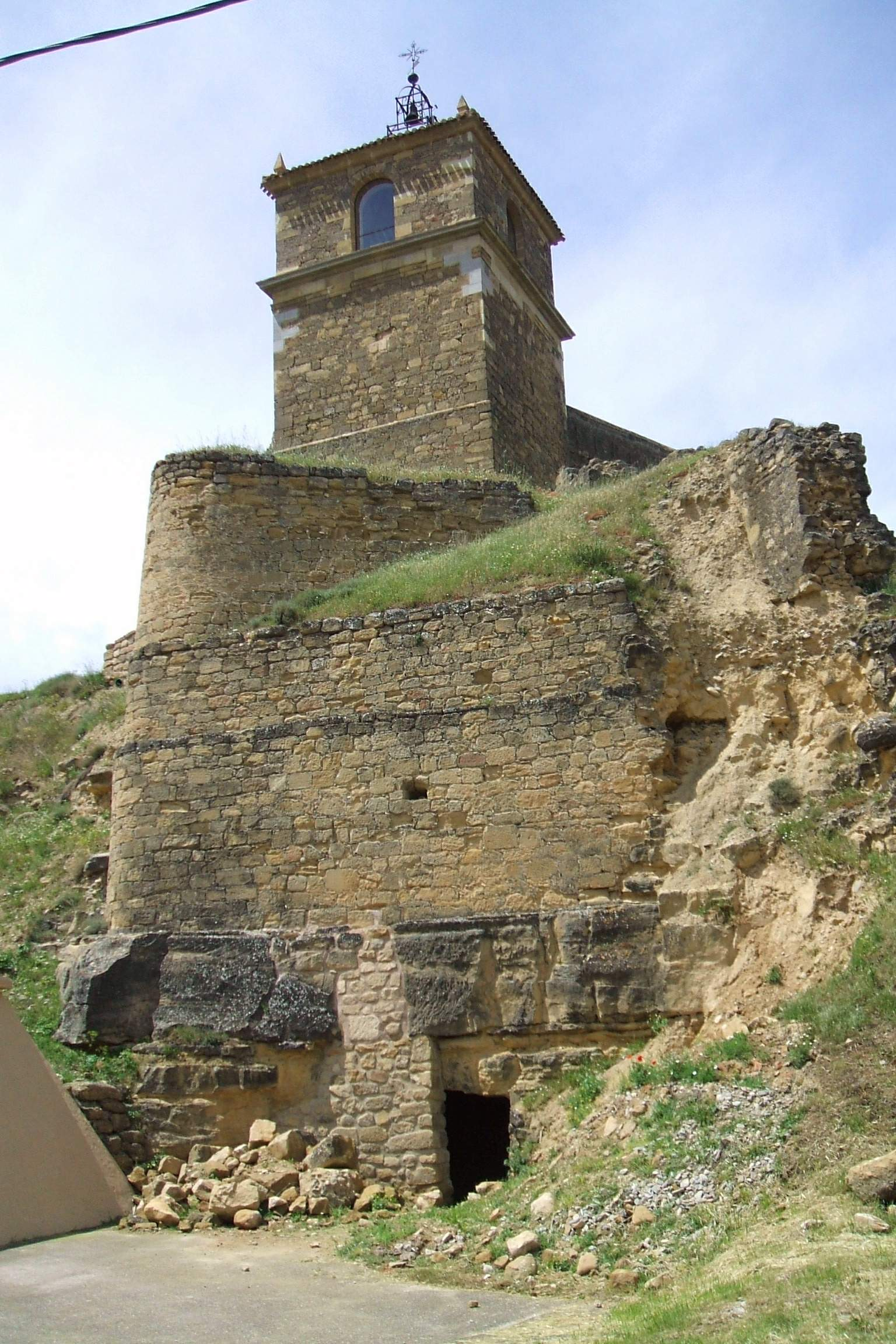
Torre del reloj y baluarte antes de la restauración.

#### Reparación de la cubierta de la iglesia de Santa María la Mayor
La actuación sobre la cubierta de la iglesia de Santa María la Mayor fue fundamental para garantizar su integridad. El proyecto fue redactado en julio de 2002 y ejecutado entre mayo de 2003 y enero de 2004. Se cambió la totalidad de la teja en una superficie de 1.023 m².

#### Restauración de la sillería del coro de la iglesia de Santa María la Mayor
Redactada en febrero de 2006, la obra comenzó en septiembre de 2006 finalizando en enero de 2007. La intervención se centró en la recuperación y saneamiento de la sillería del coro de la iglesia parroquial. Se recuperaron áticos y relieves de los tornavoces, así como los templetes.
Se completaron piezas que faltaban realizando las reproducciones en madera de cerezo chileno, más resistente que la madera de peral original. El saneamiento y recuperación de zonas deterioradas se hizo con madera de nogal.

#### Restauración del retablo de Nuestra Señora del Rosario de la iglesia de Santa María la Mayor
Llevada a cabo en enero de 2007 se realizó la consolidación de la estructura y la restauración de paños e imaginería que, originalmente, estaba dedicada al Niño Jesús, cuyas imágenes originales están en la sacristía.

#### Intervención en la pintura mural del presbiterio de la iglesia de Santa María la Mayor
Esta intervención se realizó entre julio y octubre de 2007 sobre el proyecto redactado en abril del mismo año. Las pinturas murales sobre las que se realizó la intervención son: el friso pintado a lo largo de los muros del presbiterio, ocultado en parte por el retablo mayor, es un texto en latín escrito sobre un fondo blanco con letras negras y enmarcado por sendas cenefas con motivos geométricos, y los capiteles que están decorados con escenas policromadas en las cuales hay rostros y escenas de lucha entre humanos y animales así como un escudo con símbolos de la Pasión de cristo.
Se realizó una limpieza y saneamiento integral de las zonas pintas, cerrando huecos y grietas con mortero de cal. Se fijó la policromía y se reconstruyeron los daños existentes allí donde había constancia suficiente para determinar con exactitud la forma a seguir.

#### Restauración el acceso norte al atrio de la ermita de San Juan de Arriba
Sobre un proyecto redactado por Tania Silvestrini García en febrero de 2014 se realizó la intervención entre septiembre y diciembre de ese año.
La intervención consistió en la renovación del pavimento del acceso norte al recinto amurallado que constituye el acceso al atrio de la ermita de San Juan de Arriba, en una superficie de unos 310 m². Se desmontó el empedrado original de canto rodado recuperando el material para su posterior reutilización. Se repuso el pavimento sobre una solera de cal hidráulica y capa de zahorra compacta, para los cambios de pavimento en medio del empedrado se utilizó piedra natural con textura rugosa.

#### Restauración de la escalinata de Santa María la Mayor
La restauración de la escalinata de Santa María la Mayor se realizó entre los meses de octubre y diciembre de 2011 sobre un proyecto redactado en junio de ese año por Tania Silvestrini García. Consistió en la limpieza acondicionamiento de la superficie de apoyo de los escalones que fueron labrados de una forma similar a los existente en piedra arenisca. Se sustituyó también la jamba derecha.